# Miguel Ducas (protoestrator)

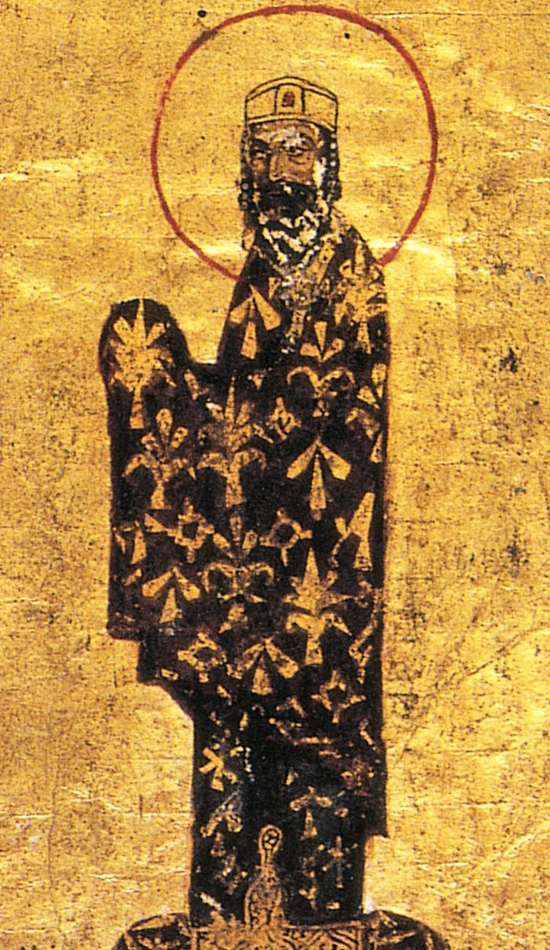
Iluminura de r.

Miguel Ducas (em grego: Μιχαήλ Δούκας; romaniz.: Mikhael Doukas; ca. 1061 - antes de 1117) foi um membro da família Ducas, um parente do imperador Aleixo I Comneno (r. 1081–1118) e uma figura militar sênior, com o posto de protoestrator, durante o reinado de Aleixo. Sua vida é conhecida apenas através da A Alexíada de Ana Comnena e a história de seu marido, Nicéforo Briênio.

## Biografia
Miguel Ducas nasceu ca. 1061, o filho mais velho do doméstico das escolas Andrônico Ducas, filho do césar João Ducas, e sua esposa, Maria da Bulgária, a neta do tsar João Vladislau (r. 1015–1018). Miguel foi assim o cunhado de Aleixo I Comneno, que tinha se casado com sua irmã Irene Ducena. Em 1074, durante a rebelião do mercenário normando Roussel de Bailleul, Miguel e seu irmão mais novo João estavam nas propriedades do avô deles, o césar João Ducas da Bitínia. Roussel exigiu que o césar entregasse os dois como reféns em troca da libertação do pai ferido deles, a quem mantinha cativo. O césar concordou, e os dois foram presos por Roussel. Os servos dos dois garotos conseguiram persuadir um camponês local a ajudá-los a escapar e levá-los para Nicomédia, mas no evento, apenas Miguel com seu eunuco pedagogo Leontácio conseguiu escapar e alcançar a segurança. Seu irmão João ficou para trás, até ser libertado após a derrota de Roussel mais tarde no mesmo ano.
Em 1078, desempenhou um papel crucial no casamento de Nicéforo III Botaniates (r. 1078–1081) com a imperatriz Maria da Alânia. O casamento foi contra a lei canônica, uma vez que ela ainda estava casada com o imperador deposto Miguel VII Ducas (r. 1071–1078), mas sob as instruções de seu avô João, Miguel procurou um padre disposto a conduzir a cerimônia. Em 1081, quando Aleixo Comneno rebelou-se contra Botaniates, Miguel acompanhou seu avô para o acampamento de Aleixo em Schiza. Lá, apoiaram a candidatura de Aleixo ao trono bizantino contra seu irmão mais velho Isaac Comneno. Após a ascensão bem sucedida de Aleixo ao trono, Miguel foi recompensado com o título de sebasto e o ofício de protoestrator, uma das posições militares bizantinas mais altas.
Em 1083, participou na campanha na Tessália contra os normandos sob Boemundo, comandando a infantaria pesada. Foi derrotado em batalha por Boemundo próximo de Lárissa, e seu exército dispersou. Quatro anos mais tarde, participou na expedição mal-sucedida contra os pechenegues na Bulgária, e instou o imperador Aleixo a fugir após a derrota bizantina em Dorostolo. Durante a fuga, o cavalo de Miguel escorregou e ele caiu, mas um soldado lhe deu seu próprio cavalo, permitindo-lhe se juntar com o imperador.
Poucos anos depois, contudo, em 1091, participou na vitória final sobre os pechenegues na batalha de Levúnio. Depois disso, é registrado como tendo participado do sínodo de 1094, que condenou Leão da Calcedônia e, segundo uma carta datada da invasão normanda de 1107-1108, Miguel foi enviado para o Epiro para levantar tropas. Morreu após uma doença prolongada em 9 de janeiro. O ano é incerto, contudo foi em algum momento antes de 1117, quando é listrado como morto no tipicon do Mosteiro de Cecaritomena.

## Família
Através de seu casamento com uma mulher de nome desconhecido, teve vários filhos. Apenas um é atestado com certeza, Constantino Ducas, um sebasto e governador da região do rio Vardar ca. 1118. Demetrios I. Polemis identifica duas Ducenas como filhas de Miguel. A primeira é uma certa Teodora Ducena, atestada em um epigrama como casada com um Teodoro. Polemis considera-a como a mãe de Eufrosina Ducena, neta de Miguel, cujo pai foi também chamado Teodoro. A segunda é Irene Ducena, a esposa de Gregório Camatero, um homem de origem humilde que ascendeu à alto posto sob Aleixo Comneno e seu sucessor, João II Comneno (r. 1118–1143). Ainda especula-se outra filha de nome desconhecido, casada com um certo João, e é possível que um poema de Nicolau Calicles refira-se a outro filho.